# カロテン

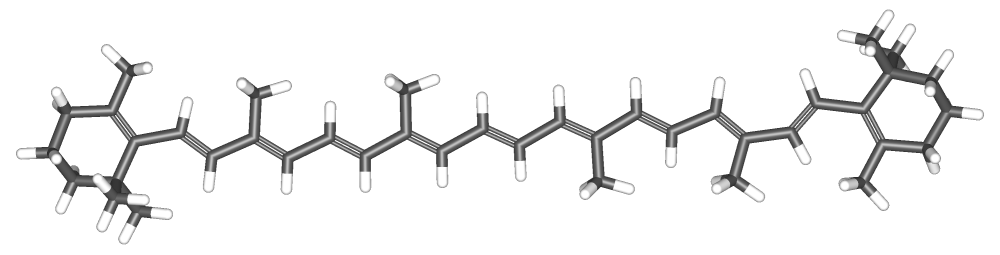
β-カロテンの3次元モデル

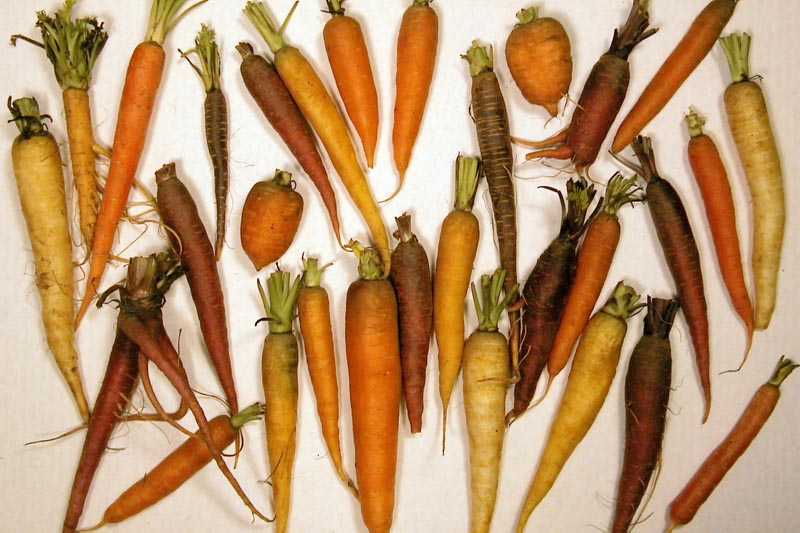
カロテンはニンジンを始めとした野菜・果物の橙色成分である。

カロテン、カロチン（英: carotene [ˈkærəˌtiːn]、独: Carotin）は、カロテノイドのうち炭素と水素とから成る化合物の総称である。植物によって生合成されるが、動物は生合成することができない。カロテンは光合成において重要な橙色光合成色素の一つである。ニンジン（羅: carota、英: carrot）の橙色の元であり、これがカロテンの語源となっている。しかし、ニンジンだけでなく多くの果物や野菜（例えばサツマイモやマスクメロン）に含まれている。枯れ葉の橙色や乳脂肪、バター、卵黄の黄色も、カロテンによる着色である。ヒトやニワトリの典型的な黄色脂肪は、それら食物由来のカロテンの脂肪貯蔵の結果である。
カロテンは、吸収した光エネルギーをクロロフィルへ伝送することで光合成に寄与している。また、カロテンは、光合成中に形成する酸素分子の活性型である一重項酸素のエネルギーを吸収するので、植物組織の保護に役立っている。
化学的には、カロテンはテルペンの一つであり、8個のイソプレン単位から生合成される。カロテンには、主にα-カロテンとβ-カロテンの2種の異性体がある。カロテンは酸素原子を含まない炭化水素分子なので、脂溶性であり水には溶けない。

## ビタミンAへの変換
β-カロテンは2つのレチニル基から構成されている。動物の小腸の粘膜中で酵素 β-カロテン-15,15'-モノオキシゲナーゼ(EC 1.14.99.36)によってビタミンA（レチノイド）の一種であるレチナールに分解され、
肝臓や体脂肪に蓄えられる。ヒトや数種の哺乳類ではレチノールの形にする。
動物の種類によって、カロテンをレチナールにする能力には差がある。肉食動物では一般に摂取したカロテノイドを変換する能力は低く、特にネコやフェレットなど純粋な肉食動物はβ-カロテン-15,15'-モノオキシゲナーゼを欠いているので、レチナールへは全く変換されない。つまり、それらの動物ではカロテンからはビタミンAは形成されない。

## 異性体

α-カロテン

β-カロテン

カロテンの異性体には、主にα-カロテンとβ-カロテンの2種があり、これらの他にγ-, δ-, ε-およびζ-カロテンも存在する。α-カロテンとβ-カロテンでは、その末端の環の二重結合の位置が異なる。
β-カロテンのほうがα-カロテンよりも一般的であり、黄色、橙色および緑葉の果物と野菜で見られる。橙色がより鮮やかな果物および野菜ほど、より多くのβ-カロテンが含まれている傾向にある。

## 命名法
カロテンは炭素と水素だけで構成されたカロテノイドであり、それ以外の元素を含むものはキサントフィルと呼ぶ。
β-カロテンの両末端は同一の環構造であり、これをβ環（β-rings）と呼んでいる。一方、α-カロテンは末端の片方にβ環をもち、反対側の末端にはε環（ε-ring）と呼ばれる構造をもつ（α環というものは存在しない）。これらとカロテノイド分子の末端の構造によって基準となる組織名をつける。
2000年11月改訂の『日本食品標準成分表』（五訂）から、表記が「カロチン」 ではなく 「カロテン」と統一された。 
- α-カロテンは、β,ε-カロテン
- β-カロテンは、β,β-カロテン
- γ-カロテンは、β,ψ-カロテン（非環末端はψで表す）
- δ-カロテンは、ε,ψ-カロテン
- ε-カロテンは、ε,ε-カロテン
- リコペンは、ψ,ψ-カロテン